# It's Christmas All Over
It's Christmas All Over è un album in studio natalizio del gruppo musicale statunitense Goo Goo Dolls, pubblicato nel 2020.

## Tracce
1. Christmas All Over Again – 4:19
2. Shake Hands with Santa Claus – 2:42
3. This Is Christmas – 3:42
4. Christmas Don't Be Late – 1:58
5. Better Days – 3:41
6. You Ain't Getting Nothin' – 2:46
7. Let It Snow – 2:38
8. Have Yourself a Merry Little Christmas – 3:39
9. Hark! The Herald Angels Sing – 2:53
10. The Christmas Party – 5:06

Bonus Download digitale
1. I've Got Your Love to Keep Me Warm

## Formazione
Goo Goo Dolls
- John Rzeznik – chitarra, voce
- Robby Takac – basso, voce

Altri musicisti
- Brad Fernquist – chitarra
- Craig Macintyre – batteria, percussioni
- Jim McGorman – tastiera, piano, organo, cori
- Sydney McGorman – voce (in Better Days)